# Улисс (бриг, 1828)
«Улисс» — бриг Балтийского, затем Черноморского флота Российской империи, участник русско-турецкой войны 1828—1829 годов и греческой революции.

## Описание брига
Парусный деревянный бриг, один из одиннадцати бригов типа «Охта». Длина брига по сведениям из различных источников составляла от 30,12 до 30,2 метра, ширина от 9,35 до 9,7 метра, а осадка от 3,86 до 3,9 метра. Первоначальное вооружение судна состояло из 24-х карронад.

## История службы
Бриг был заложен 1 декабря 1827 года на Охтенской верфи. После спуска на воду 12 мая 1828 года, вошёл в состав Балтийского Флота. Строительство вёл корабельный мастер В. Ф. Стокке.
Принимал участие в русско-турецкой войне 1828—1829 годов. В составе эскадры контр-адмирала П. И. Рикорда в 1828 году перешёл из Кронштадта в Средиземное море для усиления эскадры вице-адмирала графа Л. П. Гейдена. В апреле и мае 1829 года в составе отряда Л. П. Гейдена участвовал в блокаде пролива Дарданеллы, после чего выходил в крейсерство в Архипелаг. После ухода большинства судов эскадры в Россию весной 1830 года, оставлен в Архипелаге в составе эскадры контр-адмирала П. И. Рикорда для оказания помощи правительству Греции и охраны русского судоходства.
Во время греческой революции принимал участие в блокаде восставших островов. 25 июля 1831 года в составе эскадры подошёл к острову Порос, где блокировал суда противника. 28 июля принял участие в обстреле судов мятежников, результатом которого стало затопление двух мятежных корветов, остальные же суда были взорваны своими экипажами. 4 августа эскадра, в составе которой находился «Улисс», перешла от Пороса к острову Сира, а 10 сентября подошла к Каламатскому заливу и захватила суда мятежников. В 1832 году бриг выходил в крейсерство у берегов Греции. 
В июне того же года в составе эскадры вице-адмирала П. И. Рикорда вышел из Архипелага в Константинополь, а затем в Буюк-дере, где суда присоединились к эскадре вице-адмирала М. П. Лазарева. 28 июня эскадра покинула Буюк-дере и, зайдя в Феодосию, к 22 июля достигла Севастополя, где бриг был переведён в состав Черноморского флота.
Осенью 1833 года на бриге «Улисс» совершил путешествие из Севастополя в Александрию русский консул. В 1834 году занимал брандвахтенный пост в Севастополе, с 1835 по 1836 год — в Сухум-Кале, а с 1837 вновь возвращён в Севастополь на брандвахту , где был переоборудован в магазин в 1841 году. 

## Командиры брига
Командирами брига «Улисс» в разное время служили:
- Н. М. Кропотов (с 1828 года до августа 1833 года).
- Н. А. Власьев (с августа 1833 года до июня 1835 года).
- Н. А. Деантуани (с июня 1835 года по 1836 год).
- В. А. Власьев (до мая 1837 года).
- Н. С. Творогов (с мая 1837 года по 1841 год).